# 莊易羚
莊易羚（英語：Axity Yik-Ling Chong；1996年1月3日—），原名莊茵棋，香港女藝人，曾當童星，2022年加入無綫電視成為演員，也涉足主持工作。她是曾到韓國發展的藝人莊錠欣之姐。

## 早年生活與家庭
莊易羚原名莊茵棋，早年就讀大埔崇德黃建常紀念學校（2008年小六），畢業於香港理工大學會計學工商管理學士課程。

## 演藝經歷
莊易羚於2021年參加國際小姐，獲得香港區亞軍，當時報稱職業為模特兒及聲樂導師。
2022年參加香港電台的選秀節目《新時代奮鬥者》。同年8月簽約無綫電視，成為娛樂新聞台主持，亦參與劇集演出。

## 演出作品
| 首播   | 劇名              | 角色       |
| ------ | ----------------- | ---------- |
| 2010年 | 刑警              | 少年陳亞萍 |
| 2022年 | 愛·回家之開心速遞 | 歐嘉慧     |
| 2023年 | 寵愛Pet Pet       | 職員       |
| 2023年 | 新聞女王          | 記者       |
| 2024年 | 飛常日誌          | 紀佩玲     |
| 2024年 | 黑色月光          | 卓美寶     |
| 2025年 | 痞子無間道        | 接待員     |
| 2025年 | 奪命提示          | 韓楓       |
| 2025年 | 虛擬情人          | 大學生     |
| 2025年 | 麻雀樂團          | 沈盈       |
| 未播映 | 非常檢控觀        | 邢文珌     |
| 未播映 | 模仿人生          |            |

| 首播   | 節目名稱     | 參與身分 |
| ------ | ------------ | -------- |
| 2022年 | 新時代奮鬥者 | 參賽者   |
| 2022年 | 香港行山節   | 主持     |

## 外部連結
- 莊易羚的Instagram帳戶